# Princípio da solidariedade intergeracional
O princípio da solidariedade intergeracional, princípio ambiental da equidade ou princípio da equidade intergeracional é um princípio jurídico que rege o Direito Ambiental brasileiro e se preocupa com as heranças ambientais deixadas para as gerações futuras.
Seu conteúdo é expresso no dever das gerações presentes em preservar o meio ambiente e adotar condutas sustentáveis no uso dos recursos naturais, com o fim de não privar as futuras gerações da possibilidade de desfrutá-los. Possui fundamento no art. 225 da Constituição Federal do Brasil, bem como é previsto como no Princípio 3 da Declaração do Rio.